# Holmvattnet (Hotagens socken, Jämtland, 714254-141994)
Holmvattnet är en sjö i Krokoms kommun i Jämtland och ingår i Ångermanälvens huvudavrinningsområde. Sjön har en area på 0,131 kvadratkilometer och ligger 719,4 meter över havet. Holmvattnet ligger i Gråberget-Hotagsfjällen Natura 2000-område. Sjön avvattnas av vattendraget Ytterbäcken.

## Delavrinningsområde
Holmvattnet ingår i det delavrinningsområde (714252-141979) som SMHI kallar för Inloppet i Spaken. Medelhöjden är 749 meter över havet och ytan är 0,83 kvadratkilometer. Det finns ett avrinningsområde uppströms, och räknas det in blir den ackumulerade arean 4,86 kvadratkilometer. Ytterbäcken som avvattnar avrinningsområdet har biflödesordning 3, vilket innebär att vattnet flödar genom totalt 3 vattendrag innan det når havet efter 307 kilometer. Avrinningsområdet består mestadels av skog (68 procent) och kalfjäll (24 procent). Avrinningsområdet har 0,07 kvadratkilometer vattenytor vilket ger det en sjöprocent på 8,1 procent.